# Bayerngas Vertrieb
Die Bayerngas Vertrieb GmbH, bis 2013 novogate GmbH, ist ein Energiehandels-Unternehmen zur gemeinsamen Beschaffung von Erdgas für kommunale Stadtwerke. Die Gesellschaft hat ihren Sitz in München und eine Niederlassung in Düsseldorf.
Geschäftsführer des Unternehmens ist Thomas Rupprich.

## Gesellschafterstruktur
Bis Ende 2008 hatte die Deutsche Essent 45 % an novogate. Diesen Anteil übernahmen Bayerngas, Gelsenwasser und SEL Südtiroler Elektrizitätswerke AG. 2012 stieg die SEL aus und verkaufte ihren Anteil von 10 % an Gelsenwasser. Bis Ende 2013 hielt die Bayerngas GmbH 70 % und die Gelsenwasser AG 30 % der Anteile. Ende 2013 übernahm Bayerngas GmbH die Gelsenwasser-Anteile. Anfang 2014 wurde die novogate GmbH in Bayerngas Vertrieb GmbH umfirmiert.